# ماري أرانا
ماري أرانا (بالإنجليزية: Marie Arana)‏ (15 سبتمبر 1949، ليما في بيرو)؛ صحفية وروائية أمريكية. درست في جامعة نورث وسترن.